# Ekiti South-West
Ekiti South-West è una delle sedici aree a governo locale (local government areas) in cui è suddiviso lo Stato di Ekiti, nella Repubblica Federale della Nigeria. Si estende su una superficie di 346 km² e conta una popolazione di 165.277 abitanti.